# Edouard Bénazet

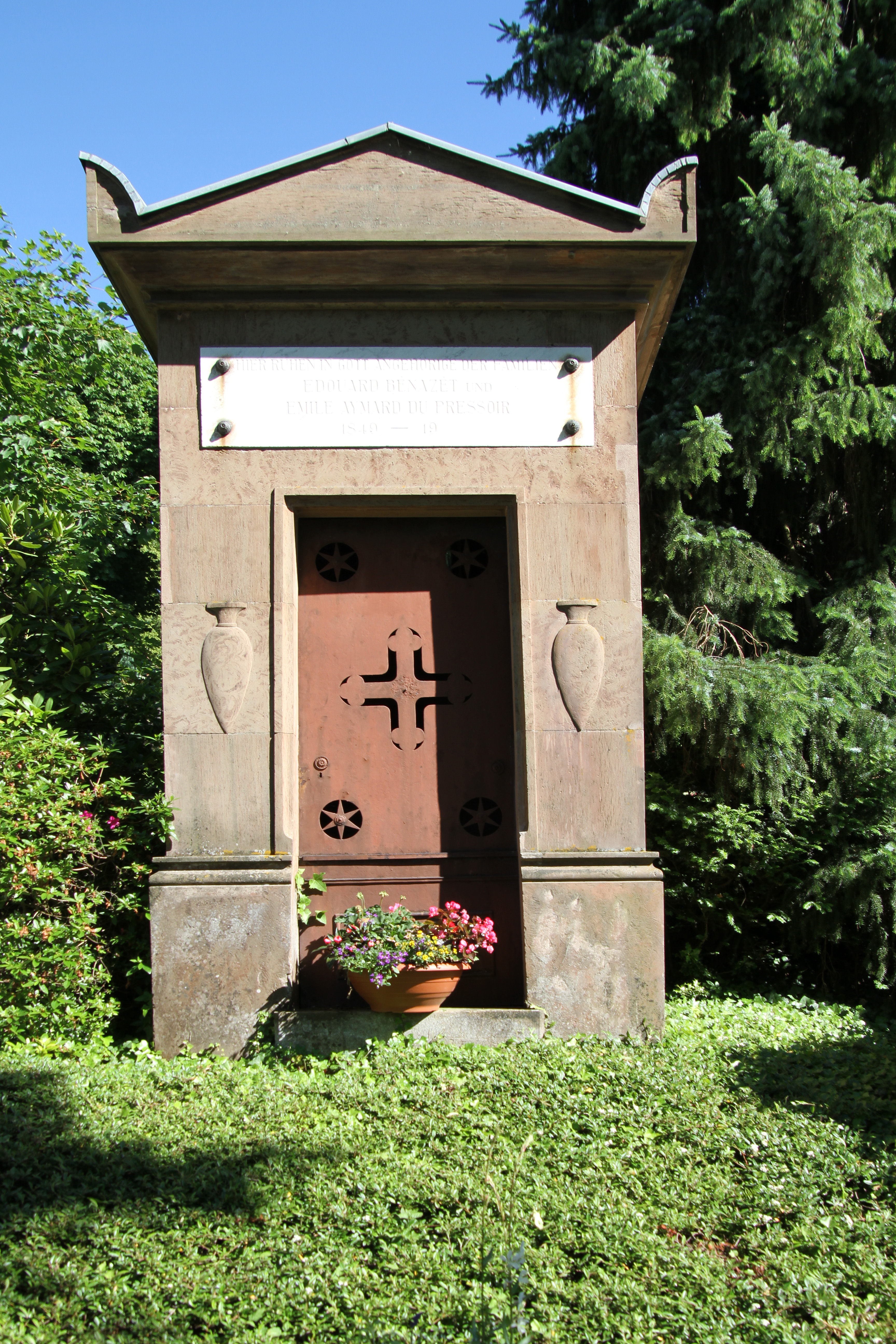
Grabmal der Familie Edouard Bénazet auf dem Hauptfriedhof Baden-Baden

Oskar Eduard Bénazet (* 30. Mai 1801 in Bordeaux; † 2. Dezember 1867 in Nizza) war ein Baden-Badener Unternehmer. 
Er war der Sohn von Jacques Bénazet, der 1838 die Spielbanklizenz in Baden-Baden erhielt. 
Nach seines Vaters Tod übernahm 1848 Edouard Bénazet die Leitung der Spielbank. Mit den Casino-Einnahmen trug er dazu bei, die Attraktivität der Stadt zu steigern. Er ließ sowohl die prunkvollen Säle der Spielbank als auch das Stadttheater am Goetheplatz bauen.
In Iffezheim investierte Bénazet 300.000 Franken in den Bau der Galopprennbahn und dreier Tribünen.

Tribünen des Iffezheimer Rennplatzes: ganz links die Bénazet-Tribüne

## Ehrungen
Nach ihm sind der Bénazet-Saal im Kurhaus Baden-Baden und die 2004 gebaute Bénazet-Tribüne des Iffezheimes Rennplatzes benannt.
| Personendaten    | Personendaten                                 |
| ---------------- | --------------------------------------------- |
| NAME             | Bénazet, Edouard                              |
| ALTERNATIVNAMEN  | Bénazet, Oscar Edouard; Bénazet, Oskar Eduard |
| KURZBESCHREIBUNG | Spielbankbetreiber                            |
| GEBURTSDATUM     | 30. Mai 1801                                  |
| GEBURTSORT       | Bordeaux                                      |
| STERBEDATUM      | 2. Dezember 1867                              |
| STERBEORT        | Nizza                                         |